# う・わ・さ・に・な・り・た・い
『う・わ・さ・に・な・り・た・い』は、EPOの3枚目のオリジナル・アルバム。1982年5月21日に発売された。発売元はRCA ⁄ RVC。

## 概要
今作と同時発売のシングル「Girl in me」(アメリカのR&Bシンガー、Ray Parker Jr.が制作)を含む3枚目のアルバム。本作もプロデュースは宮田茂樹が担当している。
カバーや異国情緒を感じさせる楽曲、テクノ・サウンド、バラードなどバラエティに富んだ楽曲が並び、初期EPOの代表作と評されるアルバムとなっている。編曲にはデビューから携わる清水信之のほか、ギタリストの大村憲司、シュガー・ベイブの元メンバー村松邦男を新たに起用している。コーラスには大貫妙子、安部恭弘が参加している。
EPO本人は本作の制作エピソードを「個人的にはとても好きなアルバム。大学を中退、音楽活動にのびのびと専念しはじめた頃の作品。誰とも、うわさにはならなかったけど。アーティストはアルバムの3枚目で、未来があるかないかが決まると、誰かに言われた。」と話している。

### アートワーク
ジャケットのタイトル表記は、赤い口紅で走り書きしたような文字で "Rumor" と書かれている。

## 収録曲

### LP／CT
| 全作詞・作曲: EPO (特記以外)。 |                                                    |                |                |                    |      |
| #                              | タイトル                                           | 作詞           | 作曲・編曲     | 編曲               | 時間 |
| 1.                             | 「Girl in me」(日本語詞:epo / 作曲:Ray Parker Jr.) | EPO (特記以外) | EPO (特記以外) | 清水信之           | 3:44 |
| 2.                             | 「真夏の青写真」                                   | EPO (特記以外) | -              | 清水信之           | 3:39 |
| 3.                             | 「ある日の貴方へ」                                 | EPO (特記以外) | EPO (特記以外) | 清水信之           | 4:09 |
| 4.                             | 「Secret Agent」                                   | EPO (特記以外) | EPO (特記以外) | 村松邦男・清水信之 | 4:27 |
| 5.                             | 「雨のめぐり逢い」                                 | EPO (特記以外) | EPO (特記以外) | 清水信之           | 4:48 |
| 合計時間:                      | 合計時間:                                          | 合計時間:      | 20:47          |                    |      |

| 全作詞・作曲: EPO (特記以外)。 |                                                                  |                |                |                                               |      |
| #                              | タイトル                                                         | 作詞           | 作曲・編曲     | 編曲                                          | 時間 |
| 1.                             | 「うわさになりたい」                                             | EPO (特記以外) | EPO (特記以外) | 大村憲司                                      | 4:28 |
| 2.                             | 「夜の寝息」                                                     | EPO (特記以外) | EPO (特記以外) | 清水信之                                      | 5:28 |
| 3.                             | 「On Sundays」                                                   | EPO (特記以外) | EPO (特記以外) | 大村憲司                                      | 2:36 |
| 4.                             | 「ワンダーランド」                                               | EPO (特記以外) | EPO (特記以外) | 大村憲司                                      | 2:00 |
| 5.                             | 「安眠妨害」                                                     | EPO (特記以外) | EPO (特記以外) | 大村憲司                                      | 3:31 |
| 6.                             | 「JOEPO～DOWN TOWN」(「DOWN TOWN」作詞:伊藤銀次 / 作曲:山下達郎) | EPO (特記以外) | EPO (特記以外) | 「JOEPO」: JOEPO BAND 「DOWN TOWN」: 清水信之 | 3:17 |
| 合計時間:                      | 合計時間:                                                        | 合計時間:      | 21:20          |                                               |      |

### CD／Blu-spec CD2
(収録時間はタワーレコードのサイトより引用)
| 全作詞・作曲: EPO (特記以外)。 |                      |                |                |                      |      |
| #                              | タイトル             | 作詞           | 作曲・編曲     | 編曲                 | 時間 |
| 1.                             | 「Girl in me」       | EPO (特記以外) | EPO (特記以外) | 清水信之             | 3:44 |
| 2.                             | 「真夏の青写真」     | EPO (特記以外) | EPO (特記以外) | 清水信之             | 3:40 |
| 3.                             | 「ある日の貴方へ」   | EPO (特記以外) | EPO (特記以外) | 清水信之             | 4:12 |
| 4.                             | 「Secret Agent」     | EPO (特記以外) | EPO (特記以外) | 村松邦男・清水信之   | 4:30 |
| 5.                             | 「雨のめぐり逢い」   | EPO (特記以外) | EPO (特記以外) | 清水信之             | 5:00 |
| 6.                             | 「うわさになりたい」 | EPO (特記以外) | EPO (特記以外) | 大村憲司             | 4:30 |
| 7.                             | 「夜の寝息」         | EPO (特記以外) | EPO (特記以外) | 清水信之             | 5:31 |
| 8.                             | 「On Sundays」       | EPO (特記以外) | EPO (特記以外) | 大村憲司             | 2:36 |
| 9.                             | 「ワンダーランド」   | EPO (特記以外) | EPO (特記以外) | 大村憲司             | 2:02 |
| 10.                            | 「安眠妨害」         | EPO (特記以外) | EPO (特記以外) | 大村憲司             | 3:34 |
| 11.                            | 「JOEPO～DOWN TOWN」 | EPO (特記以外) | EPO (特記以外) | JOEPO BAND・清水信之 | 3:20 |
| 合計時間:                      | 合計時間:            | 合計時間:      | 42:39          |                      |      |

## 参加ミュージシャン
（アルバムのライナーノーツより）
- Drums：青山純、村上秀一、Larry Tolbert
- Bass：富倉安生、伊藤広規、中村裕二、Allen McGrier
- Guitar：大村憲司、村松邦男、Ray Parker Jr.
- Keyboards：清水信之、乾裕樹
- Synthesizer：清水信之、中村哲
- Percussion：浜口茂外也
- Sax：中村哲
- Trombone：向井滋春
- Flute：Jake H. Conception
- Background Vocals：大貫妙子、安部恭弘、宮田茂樹
- Secret Agent（Voice Actor）：竹内まりや
- One Man Band：清水信之
- Computer Programmer：松武秀樹
- D.J.：Mark Hagan
- All Vocal Arrangements：epo

## 発売履歴
| 地域 | リリース日     | レーベル    | 規格         | 規格品番   | 備考               |
| ---- | -------------- | ----------- | ------------ | ---------- | ------------------ |
| 日本 | 1982年5月21日  | RCA / RVC   | 30cmLP       | RHL-8805   |                    |
| 日本 | 1982年5月21日  | RCA / RVC   | カセット     | RHT-8805   |                    |
| 日本 | 1984年12月16日 | RCA / RVC   | 12cmCD       | RHCD-14    | 初CD化             |
| 日本 | 1986年8月15日  | RCA / RVC   | 12cmCD       | R32H-1030  | 再発盤             |
| 日本 | 1994年10月21日 | BMGビクター | 12cmCD       | BVCR-8003  | Q盤 音パレード     |
| 日本 | 1999年6月23日  | BMGジャパン | 12cmCD       | BVCK-38007 | RCA CD名盤選書     |
| 日本 | 2007年4月25日  | Sony Music  | 12cmCD       | BVCK-17004 | 紙ジャケット       |
| 日本 | 2015年4月8日   | Sony Music  | Blu-spec CD2 | MHC7-30026 | タワーレコード限定 |
| 日本 | 2020年9月9日   | Sony Music  | 音楽配信     |            | ハイレゾ有         |
| 日本 | 2024年9月25日  | Sony Music  | Blu-spec CD2 | MHCL-31020 |                    |

## 参考資料
- オリコン・マーケティング・プロモーション『ALBUM CHART-BOOK COMPLETE EDITION 1970-2005』オリコン・エンタテインメント、2006年4月25日。ISBN 978-4-87131-077-2。 NCID BA78143746。